# IC 369
IC 369  ist eine elliptische Galaxie vom Hubble-Typ E/S0 im Sternbild Eridanus am Südsternhimmel. Sie ist schätzungsweise 439 Millionen Lichtjahre von der Milchstraße entfernt und hat einen Durchmesser von etwa 65.000 Lj.

Im selben Himmelsareal befindet sich die Galaxie IC 368.
Das Objekt wurde am 13. Oktober 1891 vom französischen Astronomen Stéphane Javelle entdeckt.